# Вікрово (гміна Пасленк)
Вікрово (пол. Wikrowo, нім. Wickerau) — село в Польщі, у гміні Пасленк Ельблонзького повіту Вармінсько-Мазурського воєводства.
Населення — 23 особи (2011).
У 1975—1998 роках село належало до Ельблонзького воєводства.

## Демографія
Демографічна структура станом на 31 березня 2011 року:
|          | Загалом | Допрацездатний вік | Працездатний вік | Постпрацездатний вік |
| -------- | ------- | ------------------ | ---------------- | -------------------- |
| Чоловіки | 11      | 3                  | 8                | 0                    |
| Жінки    | 12      | 1                  | 7                | 4                    |
| Разом    | 23      | 4                  | 15               | 4                    |